# Hesperomeles latifolia
Hesperomeles latifolia är en rosväxtart som först beskrevs av Carl Sigismund Kunth, och fick sitt nu gällande namn av M. Roemer. Hesperomeles latifolia ingår i släktet Hesperomeles och familjen rosväxter. Inga underarter finns listade i Catalogue of Life.